# Конюг
Конюг — река в России, протекает по Межевскому району Костромской области. Длина реки составляет 30 км. Площадь водосборного бассейна — 173 км².
Является правой составляющей реки Межа, образует её слиянием с рекой Мичуг в 186 км от устья Межи.
Конюг начинается в лесном массиве в 43 км к северо-востоку от Кологрива близ границы с Вологодской областью. Течёт на восток по ненаселённому лесу, приток Чёрная (левый). Сливается с Мичугом выше нежилой деревни Борки.

## Данные водного реестра
По данным государственного водного реестра России относится к Верхневолжскому бассейновому округу, водохозяйственный участок реки — Унжа от истока и до устья, речной подбассейн реки — Бассей притоков Волги ниже Рыбинского водохранилища до впадения Оки. Речной бассейн реки — (Верхняя) Волга до Куйбышевского водохранилища (без бассейна Оки).
Код объекта в государственном водном реестре — 08010300312110000015587.